# Dubina (Ostrawa)
Dubina – jedna z 37 części miasta statutarnego Ostrawy, stolicy kraju morawsko-śląskiego, we wschodnich Czechach, tworzy część obwodu miejskiego Ostrava-Jih, w morawskiej części miasta. Jest to także jedna z 39 gmin katastralnych o powierzchni 129,8494 ha, jednak jej zachodnia część obejmuje południowy skrawek części miasta Bělský Les. Populacja w 2001 wynosiła 17623 osób, zaś w 2012 odnotowano 265 adresów. 
Administracyjnie Dubina powstała 1 stycznia 1984, z wydzielenia z katastrów Starej Bělej, Novej Bělej, Hrabovej i Hrabůvki. Zabudowa to głównie bloki mieszkalne z tzw. wielkiej płyty.